# Renaumont
Renaumont est un hameau de la commune belge de Libramont-Chevigny située en Région wallonne dans la province de Luxembourg. Avant la fusion des communes de 1977, il faisait partie de la commune de Sainte-Marie-Chevigny.